# Orgeln von St. Johannis (Lüneburg)

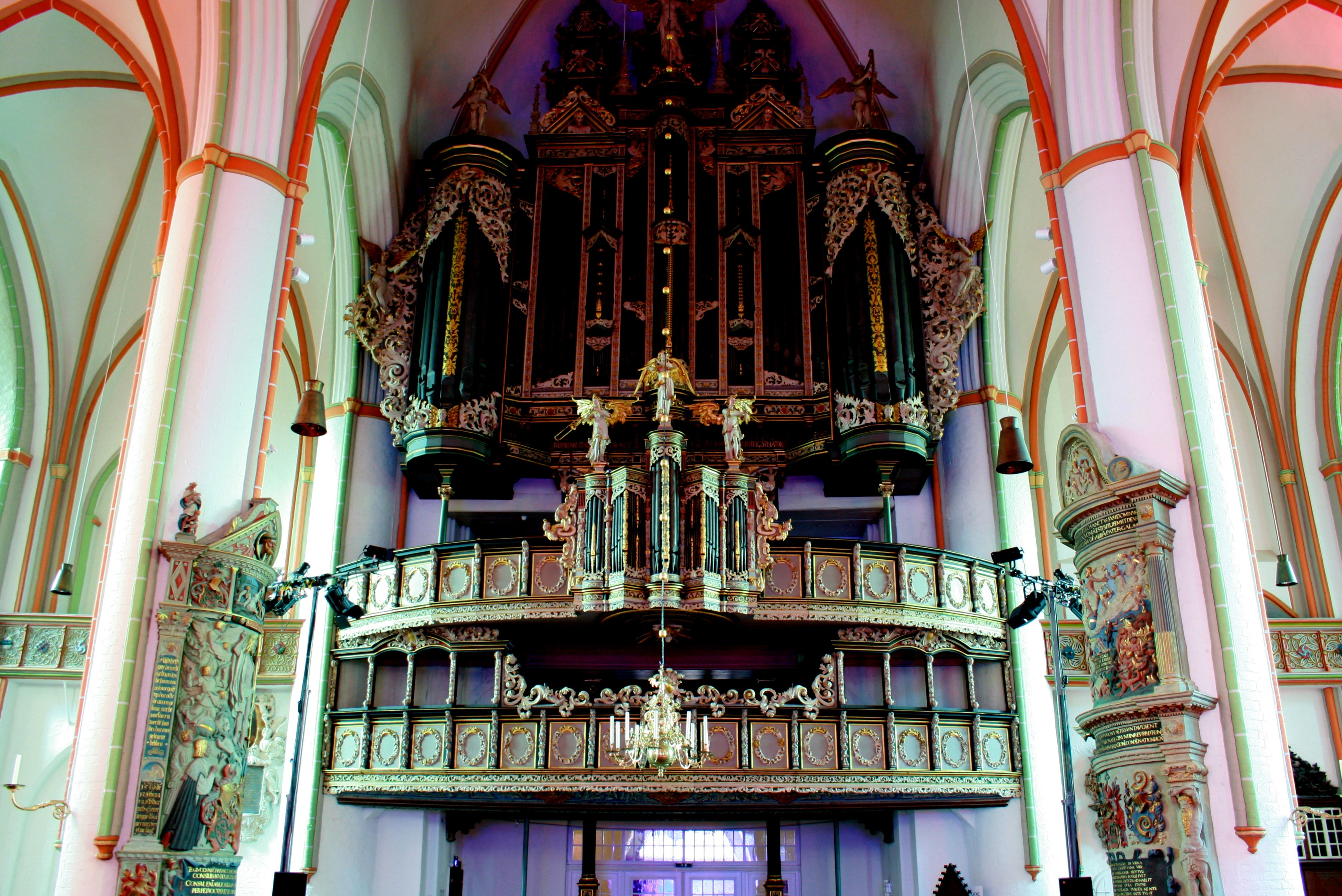
Blick auf Orgel und Renaissanceempore

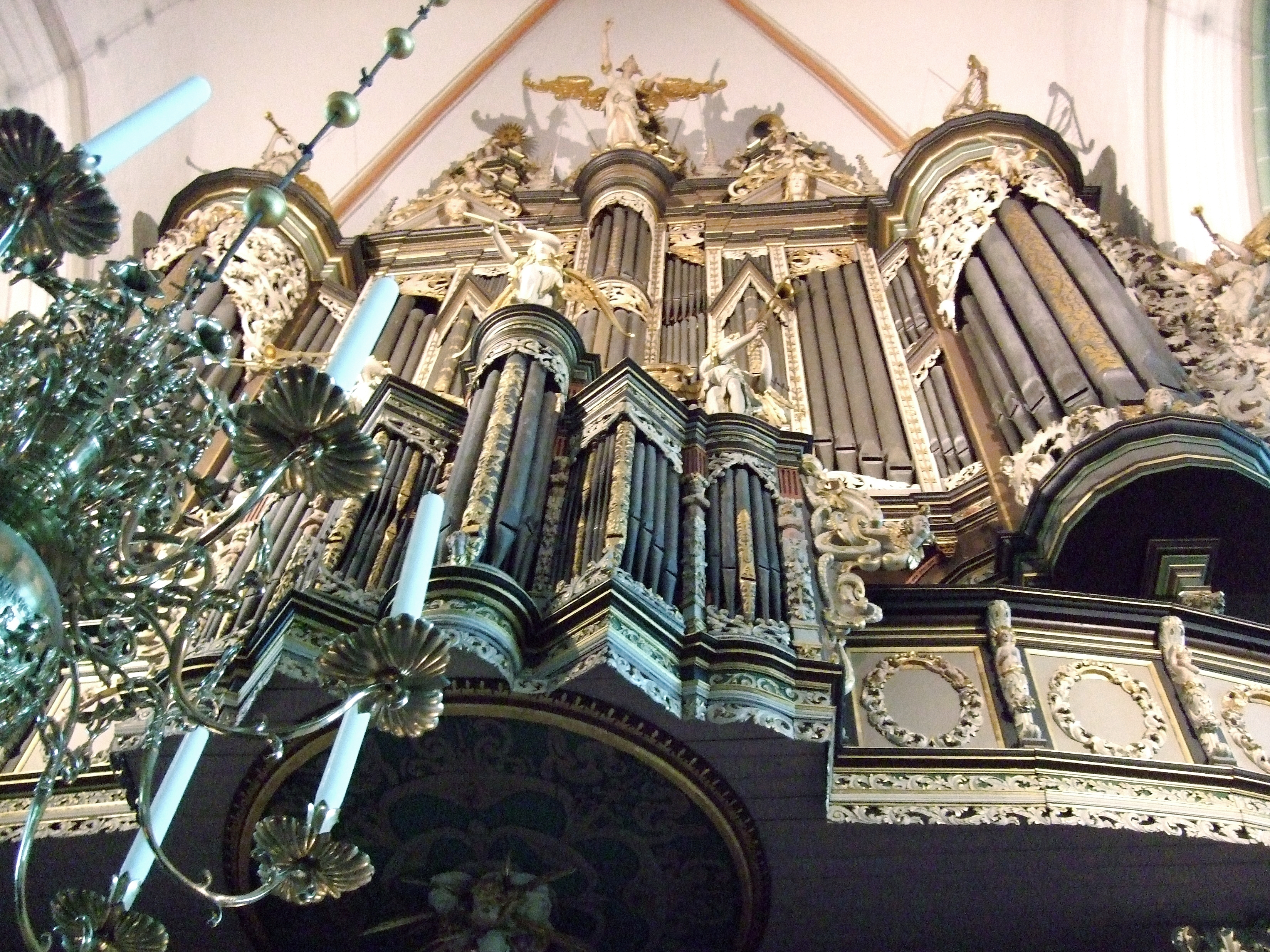
Blick auf das Rückpositiv

Die Orgeln von St. Johannis (Lüneburg) sind die große historische Hauptorgel auf der Westempore und die Chororgel in der fünfschiffigen gotischen Hallenkirche St. Johannis in Lüneburg. Das große Instrument hat seine heutige Gestalt im Wesentlichen im Jahr 1553 und durch die barocken Erweiterungen erhalten. Es verfügt heute über drei Manuale und 51 Register. Daneben befindet sich noch eine zweimanualige Chororgel der Firma Kuhn aus dem Jahr 2010 mit 23 Registern in der Kirche.

## Hauptorgel

### Baugeschichte

#### Vorgängerorgeln
Bereits im Jahr 1374 wird vom Orgelspiel in St. Johannis berichtet. Eine Chororgel wurde 1479 in Auftrag gegeben. Von einer Hauptorgel sind keine Aufzeichnungen belegt.

#### Neubau der Renaissanceorgel (1553)
1551 erteilte die Kirche dem berühmten Hendrik Niehoff und Jasper Johansen aus Hamburg den Auftrag zum Bau einer großen Orgel, die in ’s-Hertogenbosch gebaut und dann über Amsterdam und Hamburg nach Lüneburg überführt werden sollte. Für das 1553 vollendete Werk erhielten die Brabanter Orgelbauer den Preis von 1000 Talern. Dirck Hoyer (Hamburg), Schwiegersohn von Jacob Scherer, ergänzte im Jahr 1576 einen Untersatz im ansonsten angehängten Pedal auf einer separaten Windlade in halber Höhe hinter dem Hauptwerk. Die kunstvoll verzierten Manualgehäuse im Renaissancestil von Adriaan Schalken und einige Register des 16. Jahrhunderts blieben bis heute erhalten. Hingegen wurden die Flügeltüren im Zuge der barocken Erweiterungsumbauten entfernt. Verschiedene Pfeifen im Prospekt sind mit filigranen goldenen Masken versehen, während einige Diskantfelder Spiegelpfeifen mit zusammengelöteten Füßen aufweisen. 1586 erneuerte Matthias Mahn (Buxtehude) die seitlichen Pedalladen und fügte ein hohes Flötenregister hinzu. Nach den Angaben von Georg Böhm erfolgte die Windversorgung über Kondukte aus dem Hauptwerk.
Michael Praetorius gibt in seiner Organographia (Syntagma musicum, Band 2, 1619) die damalige Disposition mit III/P/27 wieder. Die Renaissanceorgel war noch weitgehend als Blockwerk konzipiert. Praetorius beschreibt eine zusätzliche Bassoktave im Hauptwerk, deren acht Pfeifen (C1D1E1F1G1A1B1H) in den seitlichen Flachfeldern des Hauptwerkgehäuses aufgestellt waren. Dahinter standen die Pfeifen der Bassregister. Der Praestant war auch in der Kontraoktave als 16′ spielbar. Das Rückpositiv wies nach niederländischer Tradition des 16. Jahrhunderts zwei Laden auf, wobei der Prinzipalchor auf der Unterlade und der Flöten- und Zungenchor auf der Oberlade ihren Platz fanden. Der Untersatz im Pedal wurde von Dirck Hoyer („von eim Orgelmacher zu Hamburg / mit Namen M. Dirich / ohngefehr vor 40. Jahren“) ergänzt und begann bei F. Diese Pedallade steht bis heute hinter dem Hauptwerkgehäuse. Die Disposition lautet in systematisierter Anordnung und mit den rekonstruierten Fußangaben:
| I RückPositiff CDEFGA–g2a2 |       |
| Praestant                  | 8′    |
| Quintadehna                | 8′    |
| Koppeldone oder Octava     | 4′    |
| Barpipe                    | 4′    |
| Klein Holpipe              | 4′    |
| Rußpipe                    |       |
| Siflöit                    | 1 ⁄2′ |
| Mixtur                     |       |
| Scharp                     |       |
| Regal                      | 8′    |
| Schallmey                  | 4′    |

| II Werck C1 D1 E1 F1 G1 A1–g2a2 |    |
| Praestant                       | 8′ |
| Octava                          | 4′ |
| Mixtur                          |    |
| Scharp                          |    |
| Trommeten Baß                   | 8′ |
| Nachthorn Baß                   | 2′ |
| Buerflöiten Baß                 | 1′ |

| III Oberste Positiff CDEFGA–g2a2 |    |
| Praestant                        | 8′ |
| Holpipe                          | 8′ |
| Flöite                           | 4′ |
| Nassat                           | 3  |
| Gemßhorn                         | 2′ |
| Superoctava                      | 2′ |
| Zimbel                           |    |
| Trommete                         | 8′ |

| Pedal F–  |     |
| Untersatz | 12′ |

#### Erweiterungen im Barock (1652, 1715)

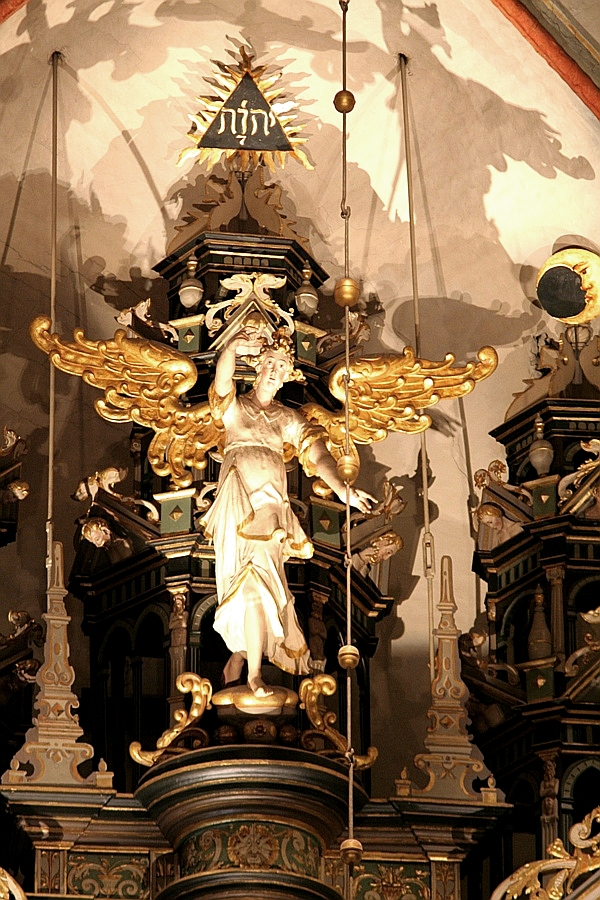
Bekrönender Engel aus dem Dropa-Umbau auf dem Mittelturm des Oberwerks

Im 17. und 18. Jahrhundert erfolgten mehrere Erweiterungsumbauten. Die ursprüngliche schwalbennestartige Empore musste einer barocken Doppelempore weichen. In diesem Zuge wurde das zuvor halbkreisförmige Rückpositiv in die Breite gebaut, um einem größeren Manualumfang und Pfeifenbestand Rechnung zu tragen. Zudem wurden die seitlichen Flügeltüren entfernt. Franz Theodor Kretzschmar nahm 1633 bis 1635 diesen Umbau vor, der von Jacob Praetorius (Hamburg) abgenommen wurde. 1651/1652 führte Friedrich Stellwagen (Lübeck) eine Überholung und einen Erweiterungsumbau durch. Die Kontraoktave im mittleren Manual wurde zugunsten einer 16′-Anlage ab C aufgegeben. Für die Abnahme zeichnete Heinrich Scheidemann (Hamburg) verantwortlich. In der zweiten Hälfte des 17. Jahrhunderts sind nur kleinere Reparaturen bezeugt. 
Ein größerer Erweiterungsumbau wurde durch Georg Böhm veranlasst, der von 1698 bis 1733 als Kantor-Organist an St. Johannis wirkte. Er bestand darauf, dass „die helle und scharffe Intonation sowoll in den alten als auch den neuen Stimmen“ beibehalten wurde.  Während seiner Diensttätigkeit lernte der junge Johann Sebastian Bach, der von 1700 bis 1702 an der Lüneburger Michaelisschule war, die weithin bekannte Orgel kennen, die damals noch ihren Renaissancecharakter aufwies. 1712 bis 1715 ergänzte der Schnitger-Schüler Matthias Dropa (Lüneburg) ein selbstständiges Pedal mit Vorder- und Hinterlade, das er in norddeutscher Tradition in seitlichen Pedaltürmen errichtete und mit reichem Schnitzwerk versah. Dropa erneuerte die mechanische Anlage und ersetzte die Klaviaturen und die Windkanäle. Das Instrument verfügte mithin über 47 Register auf drei Manualen und freiem Pedal.

#### Veränderungen zwischen 1739 und 1922
Nach Reparaturen in den Jahren 1739, 1755 und 1809 erfolgten erhebliche Veränderungen in das Werk durch Eduard Meyer (1850 bis 1853) und im 19. Jahrhundert weitere kleine Eingriffe. Meyer ersetzte etliche Aliquotregister durch grundtönige Flöten- und Streicherstimmen, vergrößerte den Tonumfang und baute neue Laden und Klaviaturen. In den Jahren 1922 und 1926 baute Oscar Walcker eine pneumatische Traktur ein und fügte ein Fernwerk in der Barbarakapelle und einen Schwellkasten um das Oberwerk hinzu. Die historische Pfeifensubstanz wurde jedoch nicht verändert.

#### Restaurierungen im 20./21. Jahrhundert
1943 wurden Prospekt und Gehäuse, die im Gegensatz zum Pfeifeninnenwerk als erhaltenswert galten, ausgelagert. Unter dem Einfluss der Orgelbewegung wurde der Wert der Johannisorgel in der zweiten Hälfte des 20. Jahrhunderts wieder erkannt. Rudolf von Beckerath Orgelbau restaurierte das kostbare Instrument in mehreren Schritten. 1952/1953 wurden der alte Pfeifenbestand aus Renaissance und Barock beibehalten und spätere Veränderungen an der Intonation rückgängig gemacht. Einige Register aus dem 19. Jahrhundert wurden umgearbeitet und in das historische Klangbild integriert, während andere Register rekonstruiert wurden. Im Wesentlichen erhielt die Orgel die barocke Disposition von Dropa wieder, die um einige Register ergänzt wurde. 1976 wurden die Klaviaturen und Traktur sowie ein Teil der Windladen ersetzt. Die erweiterten Klaviaturumfänge und die Pedalkoppeln wurden beibehalten. Schließlich erneuerte von Beckerath 1992 die Becher der Bassoktave der Posaune 32′.
Im Jahr 2008 erfolgte eine Dokumentation von Orgelgehäuse und Pfeifenwerk durch die Firma Flentrop Orgelbouw, die auch eine Reinigung und Stimmung der Orgel vornahm. Für eine umfassende Restaurierung wurden Ende 2018 Bundesfördermittel in Höhe von 900.000 Euro freigegeben. Insgesamt soll die Restaurierung 2,2 Millionen Euro kosten und von Hendrik Ahrend Ende 2025 bis 2027 durchgeführt werden.

### Disposition seit 1953
Die heutige Disposition lautet:
| I Rückpositiv C–g3 |         |       |
| Prinzipal          | 08′     | N     |
| Gedackt            | 08′     | B     |
| Quintadena         | 08′     | N     |
| Oktave             | 04′     | N/D/B |
| Rohrflöte          | 04′     | M/B   |
| Sesquialtera II 0  |         | M/B   |
| Waldflöte          | 02′     | B     |
| Sifflöte           | 1 ⁄3′ 0 | D/B   |
| Scharff V-VII      | 01′     | B     |
| Dulzian            | 16′     | D     |
| Bärpfeife          | 08′     | B     |
| Tremulant          |         |       |

| II Hauptwerk C–g3 |         |     |
| Prinzipal         | 16′     | N/K |
| Quintadena        | 16′     | D   |
| Oktave            | 08′     | D/M |
| Gedackt           | 08′     | M   |
| Oktave            | 04′     | N/D |
| Nachthorn         | 04′     | M   |
| Quinte            | 2 ⁄3′ 0 | D/M |
| Oktave            | 02′     | N/D |
| Bauernflöte       | 02′     | M   |
| Mixtur VI–VIII 0  | 1 ⁄3′   | D/B |
| Scharff IV–V      | 02⁄3′   | B   |
| Trompete          | 16′     | D/B |
| Trompete          | 08′     | N/B |
| Schalmey          | 04′     | B   |

| III Oberwerk C–g3 |         |     |
| Prinzipal         | 08′     | N   |
| Rohrflöte         | 08′     | N   |
| Oktave            | 04′     | D   |
| Blockflöte        | 04′     | M   |
| Nasat             | 2 ⁄3′ 0 | N   |
| Gemshorn          | 02′     | N   |
| Terzian II        |         | B   |
| Oktave            | 01′     | B   |
| Mixtur V–VI 0     | 01′     | M/B |
| Zimbel III        | 01⁄6′   | B   |
| Trompete          | 08′     | B   |
| Dulzian           | 08′     | D/B |
| Tremulant         |         |     |

| Pedal C–f1        |       |     |
| Prinzipal         | 16′ 0 | D   |
| Untersatz         | 16′   | H   |
| Oktave            | 08′   | D   |
| Gedackt           | 08′   | D   |
| Oktave            | 04′   | D   |
| Nachthorn         | 02′   | D   |
| Bauernflöte       | 01′   | M   |
| Rauschpfeife II 0 |       | M   |
| Mixtur VI-VIII    | 02′   | D/B |
| Posaune           | 32′   | D/B |
| Posaune           | 16′   | D/B |
| Trompete          | 08′   | D/B |
| Trompete          | 04′   | M/B |
| Kornett           | 02′   | B   |

- Koppeln: I/II, III/II, III/P, I/P, II/P

N = Hendrik Niehoff (1553)
H = Dirck Hoyer (1576)
K = Franz Theodor Kretzschmar (1635)
D = Mathias Dropa (1715)
M = 19. Jh., vorwiegend Eduard Meyer, umgearbeitet von Beckerath
B = Rudolf von Beckerath (1953/1992)

### Technische Daten
- Traktur:
  - Tontraktur: Mechanisch
  - Registertraktur: Mechanisch
- Windversorgung:
  - Winddruck: 75 mmWS
- Stimmung:
  - Höhe a1= 453 Hz
  - Gleichstufige Stimmung

## Chororgel

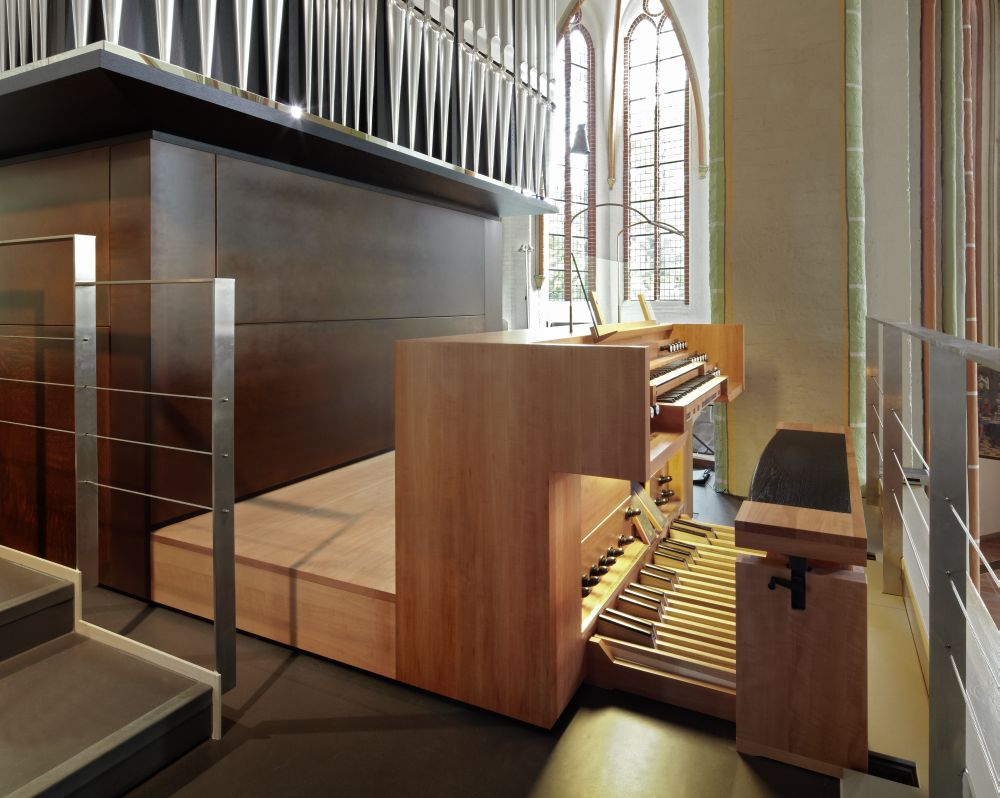
Spieltisch der Chororgel

Neben der historischen Orgel befindet sich seit 2010 eine Chororgel der Schweizer Firma Kuhn aus Männedorf in der Kirche. Klanglich ist sie als Ergänzung zur Renaissance-Barock-Orgel konzipiert, nämlich in klassisch-französisch, romantisch-symphonischer Tradition. Sie wurde am 23. Mai 2010 geweiht. Sie soll bei Oratorien und Chören, für symphonische Orgelmusik des 19. und 20. Jahrhunderts sowie vermehrt während der Restaurierung der Hauptorgel eingesetzt werden. Nach Plänen des Architekten Carl-Peter von Mansberg (Lüneburg) wurde der kubusförmige Prospekt gestaltet. Die Disposition umfasst 23 Register auf zwei Manualen und Pedal:
| I Grand Orgue C–g3 |                 |       |
| 1.                 | Bourdon         | 16′   |
| 2.                 | Montre          | 08′   |
| 3.                 | Flûte ouverte   | 08′   |
| 4.                 | Flûte douce     | 08′   |
| 5.                 | Préstant        | 04′   |
| 6.                 | Quinte          | 2 ⁄3′ |
| 7.                 | Doublette       | 02′   |
| 8.                 | Fourniture IV 0 | 02'   |
| 9.                 | Trompette       | 08′   |

| II Récit expressif C–g3 |                        |        |
| 10.                     | Quintaton              | 16′    |
| 11.                     | Flûte harmonique       | 08′    |
| 12.                     | Viole de gambe         | 08′    |
| 13.                     | Voix céleste           | 08′    |
| 14.                     | Flûte octaviante       | 04′    |
| 15.                     | Nazard                 | 2 ⁄3′  |
| 16.                     | Octavin                | 02′    |
| 17.                     | Tierce                 | 1 3⁄5′ |
| 18.                     | Basson                 | 16′    |
| 19.                     | Trompette harmonique 0 | 08′    |
| 20.                     | Hautbois               | 08′    |
| 21.                     | Voix humaine           | 08′    |
|                         | Tremulant              |        |

| Pédale C–f1 |                          |     |
| 22.         | Contrebasse              | 16′ |
|             | Soubasse (Nr.1)          | 16′ |
|             | Octave (Nr.2)            | 08′ |
|             | Flûte (Nr.3)             | 08′ |
|             | Bombarde (Ext. Nr. 23) 0 | 16′ |
| 23.         | Trompette                | 08′ |

- Koppeln:
  - Normalkoppeln: II/I, I/P, II/P
  - Suboktavkoppeln: II/I
  - Superoktavkoppeln: II/P
- Spielhilfen: 14× 1000-fache Setzeranlage

Ergänzt werden die beiden Orgeln um eine kleine, fahrbare Truhenorgel, die Michael Braun 2013 baute. Sie dient als Continuo-Instrument zur Begleitung von Ensembles und Chören und verfügt über die beiden Register Gedackt 8′ und Flöte 4′. Die Stimmtonhöhe ist variabel (415, 440 oder 465 Hz).

## Organisten
Seit dem Bau der Niehoff-Orgel sind die Johannis-Organisten lückenlos bezeugt:
- 1554–1593: Jost Funcke
- 1595–1616: Johann Steffens (ab 1593 provisorisch)
- 1617–1667: Franciskus Schaumkell der Ältere
- 1676–1697: Christian Flor (ab 1668 provisorisch)
- 1698–1733: Georg Böhm
- 1734–1737: Georg Wilhelm Saxer
- 1737–1753: Ludwig Ernst Hartmann
- 1753–1755: Leonhard Bernhard Georg Hartmann
- 1755–1758: Karl Otto Ulrich
- 1758–1766: Johann Christoph Schmügel
- 1766–1775: Johann Friedrich Gottlieb Westenholtz
- 1775–1809: Johann Gerhard Sasse
- 1809–1841: Joachim Justus Cölln
- 1842–1870: Louis Anger
- 1870: Heinrich Heinrich Stiehl
- 1871–1920: Carl Uellner
- 1920–1949: Carl Hoffmann
- 1949–1956: Hans Heintze
- 1957–1977: Volker Gwinner
- 1977–2002: Dietrich von Amsberg
- 2002–2023: Joachim Vogelsänger
- seit 2023: Ulf Wellner